# Поццобон, Барбара
Барбара Поццобон (итал. Barbara Pozzobon; Пустой шаблон {{ВД-Преамбула}} ) — итальянская пловчиха, специалистка в плавании на открытой воде, чемпионка мира 2023 года, чемпионка Европы 2024 года, призёр чемпионатов мира и Европы.

## Карьера
В 2021 году Поццобон завоевала бронзовую медаль в заплыве на 25 км среди женщин на чемпионате Европы по водным видам спорта 2020 года, который проходил в Будапеште. Представляла Италию на чемпионате мира по водным видам спорта 2022 года, который проходил в Будапеште, где заняла 4-е место в заплыве на 25 км.
В 2023 году на чемпионате мира в Фукуоке Барбара в эстафете стала обладателем золотой медали.
В июне 2024 года на чемпионате Европы в Белграде завоевала чемпионство на дистанции 25 км и стала серебряным призёром в индивидуальном заплыве на 10 км.
В 2025 году на чемпионате мира в Сингапуре завоевала серебряную медаль в смешанной командной эстафете.